# Fronteira Israel–Jordânia

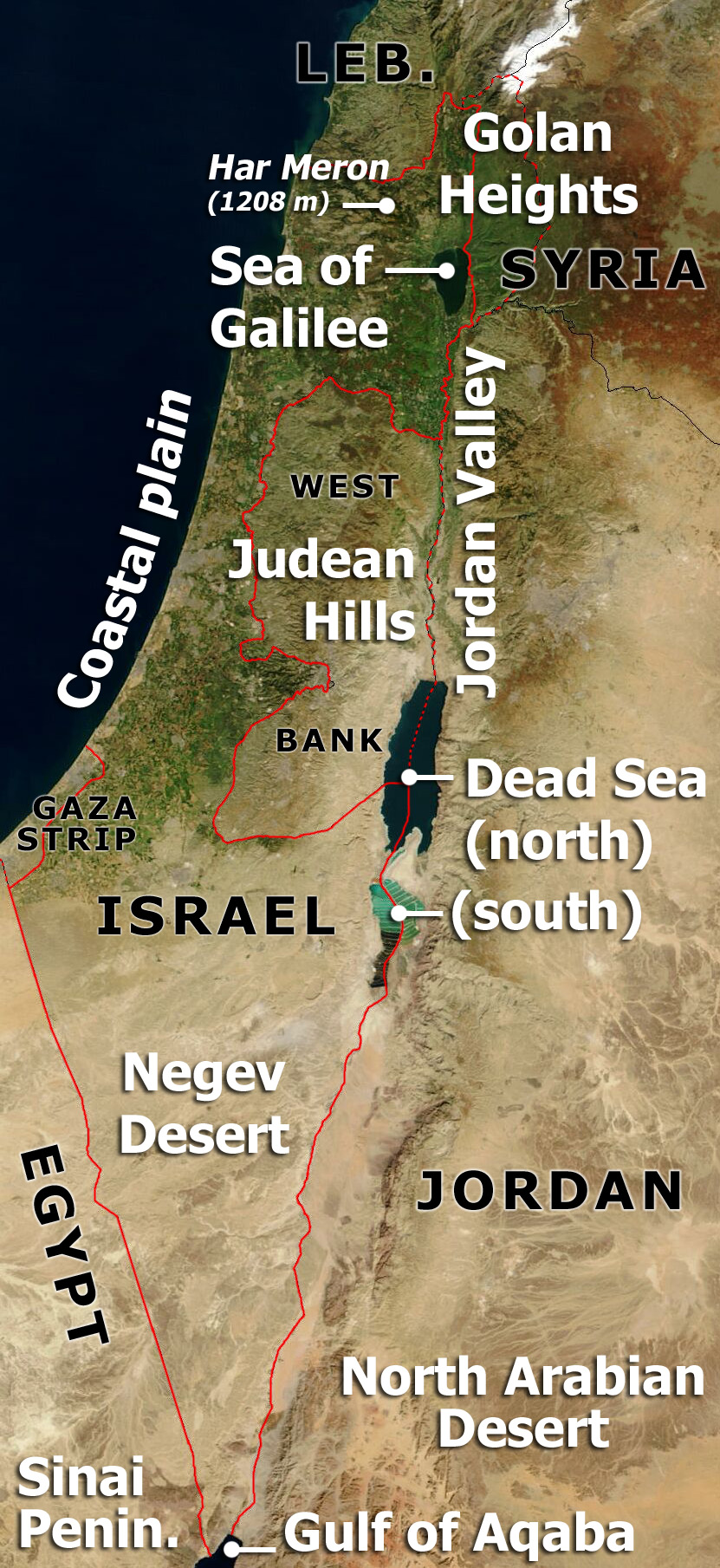
Imagem de satélite de Israel, dos territórios palestinos e do oeste da Jordânia, destacando as principais características geográficas da região (em inglês).

A fronteira entre Israel e a Jordânia é uma linha de 268 km de extensão, sentido norte-sul, que separa o leste de Israel do território da Jordânia. É uma fronteira com algumas indefinições e situações provisórias e contestadas na Cisjordânia e no norte, em função do conflito árabe-israelense na região.
O Rio Jordão marca o trecho norte da fronteira, desde o Mar da Galileia, tríplice fronteira dos dois países com a Síria até o Mar Morto, já na divisa entre a Cisjordânia e a Jordânia. Essa localização da tríplice fronteira é a visão Síria. Efetivamente, essa fronteira está cerca de 10 km mais a leste, fora do Mar da Galileia, em função da ocupação por Israel das Colinas de Golã desde a Guerra dos Seis Dias em 1967. A fronteira trecho norte separa:
- O distrito norte de Israel das províncias Irbid, Al Balga e Madaba da Jordânia.
- A Cisjordânia, hoje dominada por Israel, das províncias de Queraque e Al Tafilah da Jordânia.

Ao sul do Mar Morto a fronteira separa o Deserto do Negueve (Distrito Sul de Israel) da província da Ácaba, Jordânia, indo terminar no litoral, no porto de Ácaba, Golfo de Ácaba, Mar Vermelho.
Essa fronteira da da criação do Estado de Israel em 1948 e da guerra por esse fato motivada em 1949.